# Tachibana (tàu khu trục Nhật) (1944)
Tachibana (橘 ,Cây Quất Nhật) là con tàu đầu của phân lớp Tachibana (còn được gọi là lớp "Mẫu-D sửa đổi" theo một số nguồn) của lớp tàu khu trục hộ tống Matsu được chế tạo cho Hải quân Đế quốc Nhật Bản cuối Thế chiến thứ hai.

## Thiết kế

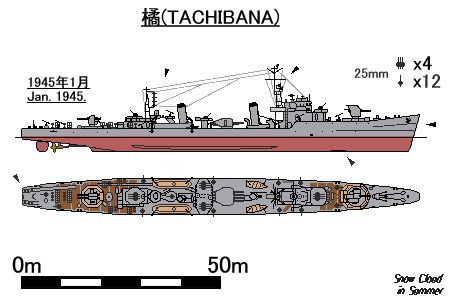
Thiết kế lớp Tachibana

Phân lớp Tachibana là một phiên bản tĩnh giản của lớp Matsu trước đó để làm cho chúng phù hợp hơn cho sản xuất hàng loạt. Các tàu có chiều dài 100 mét tổng thể, với sườn ngang 9,35 mét,độ mớn nước 3,37 mét và có trọng lượng rẽ nước là 1.309 tấn (1.288 tấn Anh) ở tải trọng tiêu chuẩn và 1.554 tấn (1.529 tấn Anh) ở tải trọng sâu.
Các tàu có hai tua-bin hơi nước nhiều số Kampon, mỗi tua bin quay mộttrục cánh quạt, sử dụng hơi nước được cung cấp bởi hai nồi hơi ống nước Kampon. Các tua-bin được cho phép lên tới tổng cộng 19.000 mã lực trục (14.000 kW) với tốc độ thiết kế là 28 hải lý/h(52 km/h). Lớp Tachibana có một phạm vi hoạt động khoảng 4680 hải lý (8670 km) ở tốc độ 16 hải lý/h (30 km/h).
Vũ khí chính của phân lớp Tachibana bao gồm ba pháo đa mục đích Kiểu 89 12,7 cm trong một tháp đôi ở đuôi tàu và một tháp đơn phía trước của cấu trúc thượng tầng. Chúng mang theo tổng cộng hai mươi bốn khẩu súng phòng không Kiểu 96 25 mm trong bốn tháp ba và một tá tháp đơn. Các tàu cũng được trang bị bốn ống phóng ngư lôi 610 milimét trong một tháp bốn gắn trên trục xoay và 60 mìn sâu.

## Thi công và thời kì phục vụ
Chiếc Tachibana được hạ thủy bởi Quân xưởng Yokosuka vào ngày 14 tháng 10 năm 1944 và hoàn thành vào ngày 20 tháng 1 năm 1945. Thuyền trưởng của tàu: Thiếu tá Toshifusa Hayashi. Tachibana mới được ủy nhiệm được giao cho Hạm đội Liên hợp, rồi Hạm đội Thứ hai, rồi trở lại Hạm đội Liên hợp trong khoảng thời gian vài tháng. Có một thời gian dự kiến tham gia hộ tống thiết giáp hạm Yamato cho đợt xung kích của nó đến Okinawa.
Vào tháng 5 năm 1945, Tachibana rời Kure và được giao cho Ominato ở đỉnh cuối phía bắc đảo Honshu cho nhiệm vụ hộ tống và tuần tra khu vực phía Bắc, bao gồm nhiệm vụ hộ tống các tàu vận tải đến Hokkaido. Tachibana bị phát hiện trên biển ngoài khơi Hokuto, Hokkaido (41,48 N, 141,41 E) và bị đánh chìm vào ngày 14 tháng 7 năm 1945 bởi máy bay của Mỹ từ Chiến hạm đội 38 trong các cuộc tấn công của họ trên Vịnh Hakodate. Một ngọn hải đăng cũ tên là Kattoshimasaki được cho làm mốc gần nhất trên đất liền. 135 thủy thủ đoàn chết, nhưng Thiếu tá Hayashi là một trong những người sống sót.